# Anastásios Dónis
Anastásios Dónis (grec moderne : Αναστάσιος Δώνης), né le 29 août 1996 à Blackburn (Royaume-Uni), est un footballeur international grec, évoluant à l'Aris Salonique.
Il est le fils de Giorgos Donis, ancien footballeur professionnel et international grec. Son frère Christos Donis (en) est également footballeur professionnel.

## Biographie
Anastasios Donis est un footballeur international grec né à Blackburn le 29 août 1996. Son père Giorgos Donis, est un ancien footballeur professionnel et international grec qui est maintenant devenu entraineur. Son frère Christos Donis, est lui aussi un footballeur professionnel évoluant au Panathinaïkos. Donis a lui-même été formé dans cette équipe mais a quitté son pays natal pour rejoindre la Juventus.  Il est ensuite prêté en 2014 à US Sassuolo où il ne joue aucun match. Puis en 2015, il est prêté à FC Lugano où il inscrit huit buts.  Il est repéré par l'OGCN qui est un club français évoluant en Ligue 1. Il signe dans ce club le 20 juillet 2016 et prend le numéro 22. Malgré sa bonne saison où il est auteur de cinq buts, Nice ne fait pas d'offre pour l'acheter, il est donc obligé de quitter ce club malgré le désir d'y rester. Il signe donc un contrat de quatre ans dans le club allemand le VfB Stuttgart.

### Prêt à l'OGC Nice
Le 20 juillet 2016, il est prêté avec option d'achat à l'OGC Nice. Le 14 août 2016, il fait ses débuts pour Nice lors de la première journée de Ligue 1 contre le Stade rennais (victoire 1-0). Lors de ce match, il entre à la 59e minute de la rencontre, à la place d'Alassane Pléa.
Le 3 novembre 2016, il fait ses débuts en Ligue Europa, lors d'une défaite 2-0 contre le Red Bull Salzbourg. Lors de ce match, il entre à la 79e minute à la place de Wylan Cyprien.
Il dispute seulement 79 minutes de jeu en Ligue 1 avant le 12 février. Ce jour-là, lors de la 25e journée, il remplace Alassane Pléa, blessé à la 43e minute. À la 59e minute, il inscrit son premier but en Ligue 1 (score final 2-2). Le 10 mars, lors de la 29e journée, il inscrit son deuxième but contre le SM Caen, puis son troisième contre le Paris Saint-Germain (35e journée, victoire 3-1).
Le 20 mai, lors de la dernière journée du championnat, il marque son premier doublé en Ligue 1 contre l'Olympique lyonnais (3-3).

### VfB Stuttgart
Le 1er juillet 2017, Anastasios Donis rejoint le club allemand le VfB Stuttgart pour 3,5 millions d'euros. Il y signe un contrat de quatre ans.
Le 13 octobre, il inscrit son premier but sous le maillot du VfB contre Cologne.
Lors de la seconde partie de saison, après deux blessures consécutives, Donis est mis sur le banc par le nouvel entraîneur turc Tayfun Korkut. Ce n'est qu'à la fin de la saison que Donis reçoit quelques minutes de jeux. Pour le dernier match de la saison, il est enfin aligné dès le départ contre le Bayer Munich après presque quatre mois de mise à l'écart. Il inscrit son deuxième but de la saison, lors d'une victoire 1-4 contre le premier de Bundesliga. Le VfB termine sa saison à la septième place du championnat.

### Prêt au Stade de Reims
Peu de temps avant les douze coups de minuit signant la fin du mercato estival 2019, son transfert, sous forme de prêt, est annoncé au Stade de Reims.

### Carrière internationale
Anastásios Dónis joue en équipe de Grèce des moins de 19 ans, puis évolue avec les espoirs.
Avec les moins de 19 ans, il inscrit deux buts lors des éliminatoires du championnat d'Europe des moins de 19 ans 2014, contre la Bulgarie, et la Slovaquie. Avec les espoirs, il marque un but contre la Hongrie, lors d'un match rentrant dans le cadre des éliminatoires de l'Euro espoirs 2017.
Il est convoqué pour la première fois en équipe de Grèce par le sélectionneur national Michael Skibbe, pour un match des éliminatoires de la Coupe du monde 2018 contre la Bosnie-Herzégovine le 9 juin 2017. Lors de ce match, il entre à la 50e minute de la rencontre, à la place d'Anastásios Bakasétas. La rencontre se solde par un match nul et vierge (0-0).

## Statistiques
| Saison                | Club                  | Championnat           | Championnat | Championnat | Championnat | Coupe nationale | Coupe nationale | Coupe nationale | Coupe de la Ligue | Coupe de la Ligue | Coupe de la Ligue | Compétition(s) continentale(s) | Compétition(s) continentale(s) | Compétition(s) continentale(s) | Compétition(s) continentale(s) | Grèce | Grèce | Grèce | Total | Total | Total |
| Saison                | Club                  | Division              | M.          | B.          | P.d.        | M.              | B.              | P.d.            | M.                | B.                | P.d.              | Comp.                          | M.                             | B.                             | P.d.                           | M.    | B.    | P.d.  | M.    | B.    | P.d.  |
| 2015-2016             | FC Lugano (prêt)      | Super League          | 25          | 4           | 7           | 4               | 4               | 0               | -                 | -                 | -                 | -                              | -                              | -                              | -                              | -     | -     | -     | 29    | 8     | 7     |
| Sous-total            | Sous-total            | Sous-total            | 25          | 4           | 7           | 4               | 4               | 0               | -                 | -                 | -                 | -                              | -                              | -                              | -                              | -     | -     | -     | 29    | 8     | 7     |
| 2016-2017             | OGC Nice (prêt)       | Ligue 1               | 18          | 5           | 1           | -               | -               | -               | 1                 | 0                 | 0                 | C3                             | 3                              | 0                              | 0                              | 1     | 0     | 0     | 23    | 5     | 1     |
| Sous-total            | Sous-total            | Sous-total            | 18          | 5           | 1           | -               | -               | -               | 1                 | 0                 | 0                 | -                              | 3                              | 0                              | 0                              | 1     | 0     | 0     | 23    | 5     | 1     |
| 2017-2018             | VfB Stuttgart         | Bundesliga            | 18          | 2           | 2           | 1               | 0               | 0               | -                 | -                 | -                 | -                              | -                              | -                              | -                              | 5     | 0     | 0     | 24    | 2     | 2     |
| 2018-2019             | VfB Stuttgart         | Bundesliga            | 24+2        | 5           | 2           | 1               | 0               | 0               | -                 | -                 | -                 | -                              | -                              | -                              | -                              | 3     | 1     | 0     | 30    | 6     | 2     |
| 2019-2020             | VfB Stuttgart         | 2. Bundesliga         | 1           | 0           | 0           | -               | -               | -               | -                 | -                 | -                 | -                              | -                              | -                              | -                              | -     | -     | -     | 1     | 0     | 0     |
| Sous-total            | Sous-total            | Sous-total            | 45          | 7           | 4           | 2               | 0               | 0               | -                 | -                 | -                 | -                              | -                              | -                              | -                              | 8     | 1     | 0     | 55    | 8     | 4     |
| 2019-2020             | Stade de Reims (prêt) | Ligue 1               | 15          | 0           | 0           | 1               | 0               | 0               | 4                 | 0                 | 0                 | -                              | -                              | -                              | -                              | 3     | 0     | 0     | 23    | 0     | 0     |
| 2020-2021             | Stade de Reims        | Ligue 1               | 3           | 0           | 0           | -               | -               | -               | -                 | -                 | -                 | C3                             | 1                              | 0                              | 0                              | -     | -     | -     | 4     | 0     | 0     |
| 2021-2022             | Stade de Reims        | Ligue 1               | 13          | 0           | 0           | 1               | 0               | 0               | -                 | -                 | -                 | -                              | -                              | -                              | -                              | -     | -     | -     | 14    | 0     | 0     |
| Sous-total            | Sous-total            | Sous-total            | 31          | 0           | 0           | 2               | 0               | 0               | 4                 | 0                 | 0                 | -                              | 1                              | 0                              | 0                              | 3     | 0     | 0     | 41    | 0     | 0     |
| 2020-2021             | VVV Venlo (prêt)      | Eredivisie            | 5           | 0           | 0           | 1               | 0               | 0               | -                 | -                 | -                 | -                              | -                              | -                              | -                              | -     | -     | -     | 6     | 0     | 0     |
| Total sur la carrière | Total sur la carrière | Total sur la carrière | 124         | 16          | 12          | 10              | 4               | 0               | 5                 | 0                 | 0                 | -                              | 4                              | 0                              | 0                              | 12    | 1     | 0     | 155   | 21    | 12    |